# Viktor Brjuchanov
Viktor Petrovič Brjuchanov (rusky Ви́ктор Петро́вич Брюха́нов 1. prosince 1935, Taškent, SSSR – 13. října 2021, Kyjev, Ukrajina) byl ředitelem výstavby Černobylské jaderné elektrárny Vladimíra Iljiče Lenina a jejím ředitelem v letech 1970 až 1986.

## Život
Viktor Brjuchanov se narodil 1. prosince v Taškentu v Uzbecké SSR v tehdejším Sovětském svazu. V roce 1966 začal pracovat v tepelné elektrárně Slavjanskaja, kde se vypracoval až na hlavního inženýra, vedoucího směny. Od roku 1966 byl členem Komunistické strany Sovětského svazu. V letech 1970 až 1986 byl opakovaně zvolen jako člen do krajského úřadu Kyjeva, Černobylu a Pripjati.

### Výstavba Černobylské jaderné elektrárny V.I.L.
V šedesátých a začátkem sedmdesátých let mu byl nabídnut úkol postavit jadernou elektrárnu obsahující čtyři reaktory RBMK na břehu řeky Pripjať. Ačkoli Brjuchanov prosazoval evoluci a výstavbu tlakovodních reaktorů, jeho názor byl v rozporu s ekonomickými důvody, které upřednostňovaly výstavbu reaktorů RBMK, protože byly levnější, snazší na výrobu a daly se lépe využít i pro vojenské účely, krom toho v té době nejvýkonnější tlakovodní reaktor dosahoval výkonu pouze 440 MW. K výstavbě elektrárny mu bylo přiděleno 400 milionů rublů. První blok byl spuštěn 27. září 1977 s dvouletým zpožděním a od roku 1984 byly všechny čtyři reaktory v provozu. Od roku 1983 začaly být budovány další dva reaktory stejného typu společně s chladicími věžemi na takzvaném "ostrově", což je okolí elektrárny obklopováno téměř všude vodou.

### Havárie
Dne 26. dubna 1986 bylo Brjuchanovovi oznámeno, že se v elektrárně stal údajně malý incident. Snažil se kontaktovat vedoucího směny Anatolije Ďatlova do velína, ale nikdo se neozýval. Byl proto nucen se osobně dostavit k elektrárně. Po příjezdu byl zděšen, byl to moment, kdy si uvědomil, že polovina reaktorové budovy chyběla. Kvůli chybným popisům od Ďatlova, Brjuchanov stále popíral, že by mohl být reaktor zničen. Ve 3:00 proto volal do Moskvy na úřad zodpovědný za jaderné záležitosti s oznámením, že došlo k malé havárii na čtvrtém bloku.

### Později po havárii
Poté, co Brjuchanov odešel 22. května 1986 na týdenní dovolenou, bylo rozhodnuto, že bude natrvalo odstraněn z funkce ředitele elektrárny. Vyšetřovatelé v rámci zákonných vyšetřovacích postupů přinesli materiály, které během vyšetřování odhalili a které byly použity v případě proti němu. Brjuchanov také našel soupis informací o RBMK od jednoho z odborníků Kurčatovova institutu, který odhalil technické nedostatky konstrukce reaktoru, které byly před ním a jeho zaměstnanci utajeny po dobu 16 let.
Viktor Brjuchanov byl shledán vinným z hrubého porušení bezpečnostních předpisů, které vedlo k explozi. Brjuchanov byl odsouzen na 10 let v pracovním táboře spolu s pětiletým trestem za zneužití moci. V roce 1991 byl však propuštěn díky všeobecné amnestii a také špatnému zdravotnímu i psychickému stavu.
Žil v Desnjanském okresu v Kyjevě a pracoval jako zaměstnanec státní společnosti Ukrinterenergo, která měla na starosti likvidaci následků havárie v Černobylu nebo jako náměstek ředitele zahraničněobchodního sdružení při ukrajinském ministerstvu energetiky. Zemřel 13. října 2021 v Kyjevě.

## Ocenění
- Laureát republikánské ceny Ukrajinské SSR (1978)
- Řád rudého praporu práce (1978)
- Řád Říjnové revoluce (1983)
- Medaile „Za statečnou práci. Na památku sté výročí narození V. I. Lenina“ a „Veterán práce“
- Čestné osvědčení Nejvyšší rady Ukrajinské SSR (1980).